# 山男

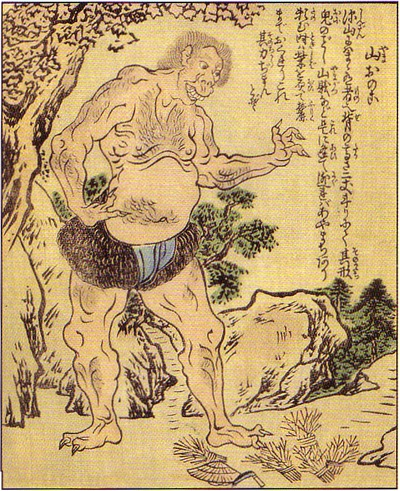
竹原春泉畫『繪本百物語』「山男」

山男（やまおとこ）是日本各地的山中傳說的身軀高大的男性妖怪。中世以降的怪談集、隨筆、近代的民俗資料等皆有記述。還有山人（やまびと）、大人（おおひと）等稱呼。

## 概要
外觀上，多是毛髮濃密、半裸、身軀高大的男性。會說當地的語言或完全不會說話等，有諸多異說。有會襲擊人類或遭遇到的人會生病気等，對人類有害等傳說、也有對人類友好的傳說。

## 各地傳承
除了『遠野物語』記錄的岩手縣，在靜岡縣、高知縣、新潟縣、長野縣、神奈川縣、青森縣、秋田縣、宮崎縣等地皆有山男的傳承。

### 新潟縣

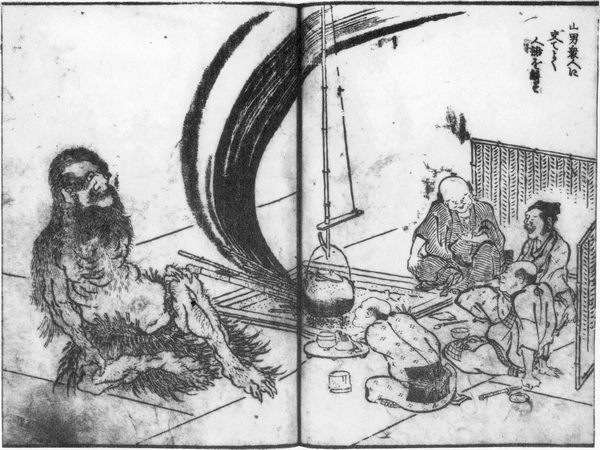
『北越奇談』山男插圖，葛飾北齋畫。

北陸地方的奇談集『北越奇談』、隨筆『北越雪譜』有和山男交流的記述，『北越雪譜』中以「異獸」稱之。。

## 比喩
居住山中的男性、從事林業・獵人等主要在山中工作的男性、男性登山家等，常被稱為「山男」。

## 脚注
1. 1 2  今野円輔. . 中公文庫 上. 中央公論新社. 2004: 97頁. ISBN 978-4-12-204385-5.
2. 1 2  橘崑崙. . 荒木常能監修 磯部定治訳. 野島出版. 1999: 149–152頁. ISBN 978-4-8221-0176-3.
3. ↑  民俗学研究所編著. 柳田國男監修 , 编.  第1巻. 平凡社. 1955: 213頁.
4. ↑  朝倉治彦他編. . 東京堂出版. 1963: 442頁. ISBN 978-4-490-10033-4.
5. ↑  民俗学研究所編著. 柳田國男監修 , 编.  第4巻. 平凡社. 1956: 1656頁.
6. ↑  柳田國男「山人外伝資料」　東雅夫 編『文豪山怪奇譚』　山と渓谷社、2016年、183-184頁。

## 關連項目
- 鬼
- 山姥
- 山窩
- 山姫

## 外部連結
- . kotobank （日语）.
- . kotobank （日语）.